# رویه‌کوب
رویه‌کوب (انگلیسی: tamp  یا tamper) دستگاهی است مجهز به یک موتور ارتعاش‌دهنده و دو بازویی و یک شمشهٔ چوبی به ابعاد دویست در هفتادوپنج میلی‌متر و طولی برابر با سطح مقطع راه که از آن برای تسطیح و خروج هوا از داخل بتن و ایجاد شیب عرضی مناسب استفاده می‌شود.
به رویه‌کوب، دستگاه کوبنده ارتعاشی بتن، و دستگاه با کوبنده موتوری هم گفته می‌شود. از این دستگاه‌ها، که به صورت کمپکتور عمل می‌کنند، برای تراکم بتن‌های بسیار سفت و در کارهای پیش‌ساخته استفاده می‌شود.

## در راه آهن
در راه آهن از رویه‌کوب برای زیرکوبی ریل‌ها استفاده می‌شود. زیرکوبی عبارت است از بلند کردن ریل، اصلاح هندسه در جهت عرضی و جمع کردن بالاست‌ها زیر تراورس به منظور اصلاح هندسه در جهت قائم. معمولاً عمل زیرکوبی به وسیله ماشین زیرکوب و توسط شاخک‌هایی انجام می‌شود که دارای حرکت ارتعاشی هستند.